# Trent Oeltjen
Trent Carl Wayne Oeltjen, född den 28 februari 1983 i Sydney, är en australisk professionell basebollspelare som spelar för Sydney Blue Sox i Australian Baseball League (ABL). Han har tidigare spelat delar av tre säsonger i Major League Baseball (MLB) 2009-2011. Oeltjen är outfielder.

## Karriär

### Major League Baseball

#### Minnesota Twins
Oeltjen skrev 2001 som 18-åring på som free agent för Minnesota Twins och redan samma år gjorde han proffsdebut i Twins farmarklubbssystem. Där blev han kvar till och med 2007 och nådde som högst AAA-nivån (den högsta nivån) med Rochester Red Wings. 2006 togs han ut till den årliga Futures Game, som spelas i samband med MLB:s all star-match och där de bästa spelarna i Minor League Baseball möts. Efter 2007 års säsong blev han free agent.

#### Arizona Diamondbacks

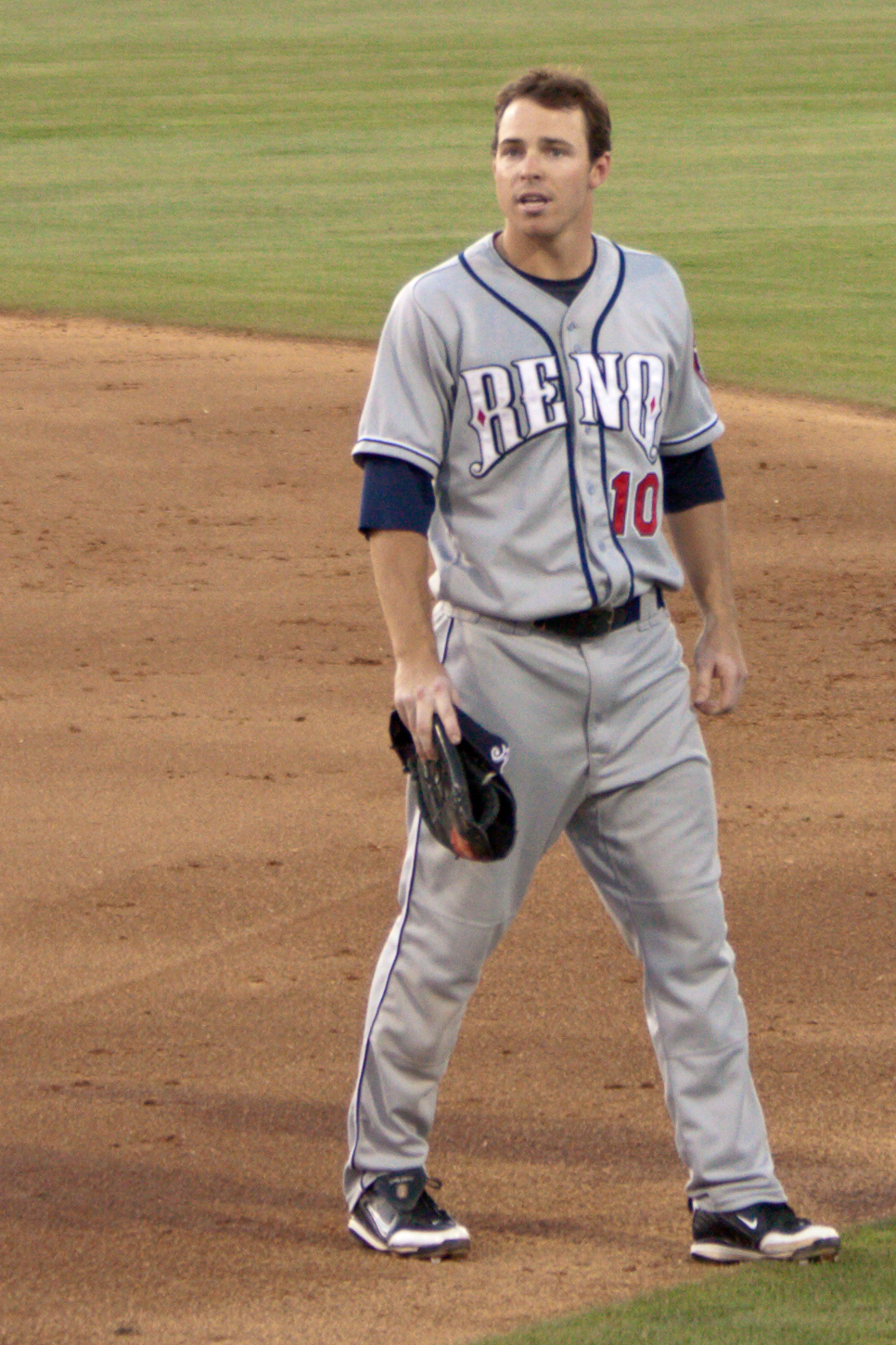
Oeltjen i Reno Aces dräkt 2009.

I november 2007 skrev Oeltjen på för Arizona Diamondbacks och han tillbringade 2008 i klubbens högsta farmarklubb Tucson Sidewinders. 2009 spelade han främst för Diamondbacks nya högsta farmarklubb Reno Aces, men den 6 augusti debuterade han i MLB för Diamondbacks efter att ha ersatt den skadade Justin Upton i spelartruppen. Han hade två hits i debuten, varav en homerun, och dessutom två stulna baser och en outfield assist. Han fortsatte att spela bra och efter fem matcher hade han ett slaggenomsnitt på 0,500 (tolv hits på 24 at bats), sex poäng, två doubles, en triple och tre homeruns. Hans tolv hits på sina första fem matcher i karriären var delat flest i MLB sedan 1961. Därefter gick det dock betydligt sämre och i slutet av augusti, efter fem hits på 44 at bats (liktydigt med ett slaggenomsnitt på 0,114), skickades han tillbaka till Reno Aces. Efter bara tio dagar var han dock tillbaka i Diamondbacks spelartrupp igen. Han spelade sammanlagt 24 matcher i MLB 2009 och hade ett slaggenomsnitt på 0,243, tre homeruns och fyra inslagna poäng (RBI:s). Efter säsongen blev han free agent igen.

#### Milwaukee Brewers
I december 2009 bytte Oeltjen klubb till Milwaukee Brewers, där han fick ett så kallat minor league-kontrakt och bjöds in till Brewers försäsongsträning. Han lyckades dock inte ta en plats i Brewers spelartrupp när grundserien drog igång utan hamnade i Brewers högsta farmarklubb Nashville Sounds. I början av juli släpptes han av Brewers på Oeltjens egen begäran.

#### Los Angeles Dodgers
Mycket snart skrev Oeltjen på för Los Angeles Dodgers i stället och placerades i klubbens högsta farmarklubb Albuquerque Isotopes. I slutet av säsongen fick han chansen i MLB och spelade 14 matcher med ett slaggenomsnitt på 0,217, inga homeruns och en RBI. Efter säsongen blev han free agent igen men återvände till Dodgers med ett minor league-kontrakt för 2011.
2011 inledde Oeltjen för Isotopes, men i juni kallades han upp till Dodgers. Han spelade för Dodgers resten av säsongen och det blev sammanlagt 61 matcher med ett svagt slaggenomsnitt på 0,197, två homeruns och sex RBI:s.
2012 fick Oeltjen aldrig chansen i MLB utan spelade hela säsongen för Isotopes, även efter det att han sades upp av Dodgers i maj. Efter säsongen blev han free agent igen.

#### Los Angeles Angels of Anaheim
I november 2012 skrev Oeltjen på ett minor league-kontrakt med Los Angeles Angels of Anaheim. Han hamnade i Angels högsta farmarklubb Salt Lake Bees. I augusti träffades han av ett kast i ansiktet, en så kallad hit by pitch, som ledde till en bruten näsa och ett brutet kindben. Han återkom inte i spel mer den säsongen och blev därefter free agent.

### Australian Baseball League
Oeltjen spelade två matcher för Sydney Blue Sox under Australian Baseball Leagues (ABL) första säsong 2010/11. Han återvände till klubben säsongen 2013/14, där han inledde mycket starkt med ett slaggenomsnitt på 0,400, ett on-base % + slugging % (OPS) på 1,344 och nio RBI:s på de första sju matcherna.

### Internationellt
Oeltjen har representerat Australien i flera internationella turneringar, med början i junior-VM 2000.
Oeltjen tog silver vid olympiska sommarspelen 2004 i Aten. Han spelade fem matcher och hade en hit på sju at bats.
I baseboll-VM har Oeltjen deltagit 2005 och 2007. Under den senare turneringen var han bäst av alla spelare i slaggenomsnitt (0,523), stulna baser (sju) och poäng (nio) och blev den första australiern i turneringens historia att bli uttagen till all star-laget.
Oeltjen representerade Australien vid World Baseball Classic 2006, 2009 och 2017. 2006 spelade han två matcher och hade inga hits på sex at bats, 2009 spelade han tre matcher och hade ett slaggenomsnitt på 0,500, inga homeruns och en RBI och 2017 spelade han två matcher och hade en hit på sju at bats.